# Audi Cup
Audi Cup je dvoudenní předsezónní fotbalový turnaj pro čtyři týmy, utkání se hrají v Mnichově v Allianz Areně, domovském stadionu Bayernu Mnichov. Soutěž se koná každý lichý rok od roku 2009 před začátkem Bundesligové sezóny. Vítězem posledního ročníku je Tottenham Hotspur.

## Historie
První ročník Audi Cupu se konal v roce 2009 k připomenutí stého výročí vzniku názvu značky Audi. Turnaj se tento rok konal místo Poháru Franze Beckenbauera (Franz Beckenbauer Cup), který se konal dva předcházející roky a ještě následující rok. Nejúspěšnějším týmem soutěže je domácí Bayern Mnichov se třemi tituly (2009, 2013 a 2015), jedenkrát se podařilo zvítězit Barceloně (2011), Atléticu Madrid (2017) a Tottenhamu (2019).

## Formát
Audi Cupu se účastní čtyři pozvané týmy v letech, kdy se nekoná mistrovství světa nebo Evropy, tj. každý lichý rok. Turnaj organizuje společnost Audi, která má dvanáctinový podíl akcií v Bayernu Mnichov, ten se doposavad účastnil každého turnaje jako domácí celek v Allianz Areně. Do ročníku 2015 se soutěže také pravidelně účastnil AC Milán, se kterým mělo Audi od roku 2007 sponzorskou smlouvu.
Soutěž se hraje standardním vyřazovacím systémem. Vítězové obou zápasů prvního hracího dne se utkají následující den o vítězství v této soutěži, zatímco poražení semifinalisté hrají o třetí místo. Je-li po 90 minutách hry stav utkání nerozhodný, dojde přímo k penaltovému rozstřelu. Vítěz turnaje získá 60 cm vysoký hliníkový pohár.

## Tabulka ročníků
| Rok  | Vítěz             | Skóre              | 2. místo          | 3. místo          | Skóre              | 4. místo            |
| ---- | ----------------- | ------------------ | ----------------- | ----------------- | ------------------ | ------------------- |
| 2009 | barcelona         | 0 : 0 (7 : 6 pen.) | Manchester United | Boca Juniors      | 1 : 1 (4 : 3 pen.) | Milán               |
| 2011 | Barcelona         | 2 : 0              | Bayern Mnichov    | Internacional     | 2 : 2 (2 : 0 pen.) | Milán               |
| 2013 | Bayern Mnichov    | 2 : 1              | Manchester City   | Milán             | 1 : 0              | São Paulo           |
| 2015 | Bayern Mnichov    | 1 : 0              | Real Madrid       | Tottenham Hotspur | 2 : 0              | Milán               |
| 2017 | Atlético Madrid   | 1 : 1 (5 : 4 pen.) | Liverpool         | Neapol            | 2 : 0              | Bayern Mnichov      |
| 2019 | Tottenham Hotspur | 2 : 2 (6 : 5 pen.) | Bayern Mnichov    | Real Madrid       | 5 : 3              | Fenerbahçe Istanbul |

## Úspěšnost týmů
| Tým                 | Vítěz                | 2. místo       | 3. místo | 4. místo             | Účast |
| ------------------- | -------------------- | -------------- | -------- | -------------------- | ----- |
| Bayern Mnichov      | 3 (2009, 2013, 2015) | 2 (2011, 2019) | –        | 1 (2017)             | 6     |
| Tottenham Hotspur   | 1 (2019)             | –              | 1 (2015) | –                    | 2     |
| Barcelona           | 1 (2011)             | –              | –        | –                    | 1     |
| Atlético Madrid     | 1 (2017)             | –              | –        | –                    | 1     |
| Real Madrid         | –                    | 1 (2015)       | 1 (2019) | –                    | 2     |
| Manchester United   | –                    | 1 (2009)       | –        | –                    | 1     |
| Manchester City     | –                    | 1 (2013)       | –        | –                    | 1     |
| Liverpool           | –                    | 1 (2017)       | –        | –                    | 1     |
| Milán               | –                    | –              | 1 (2013) | 3 (2009, 2011, 2015) | 4     |
| Boca Juniors        | –                    | –              | 1 (2009) | –                    | 1     |
| Internacional       | –                    | –              | 1 (2011) | –                    | 1     |
| Neapol              | –                    | –              | 1 (2017) | –                    | 1     |
| São Paulo           | –                    | –              | –        | 1 (2013)             | 1     |
| Fenerbahçe Istanbul | –                    | –              | –        | 1 (2019)             | 1     |

## Úspěšnost podle zemí
| Země      | Vítěz                | 2. místo             | 3. místo       | 4. místo             | Účast |
| --------- | -------------------- | -------------------- | -------------- | -------------------- | ----- |
| Německo   | 3 (2009, 2013, 2015) | 2 (2011, 2019)       | –              | 1 (2017)             | 6     |
| Španělsko | 2 (2011, 2017)       | 1 (2015)             | 1 (2019)       | –                    | 4     |
| Anglie    | 1 (2019)             | 3 (2009, 2013, 2017) | 1 (2015)       | –                    | 5     |
| Itálie    | –                    | –                    | 2 (2013, 2017) | 3 (2009, 2011, 2015) | 5     |
| Brazílie  | –                    | –                    | 1 (2011)       | 1 (2013)             | 4     |
| Argentina | –                    | –                    | 1 (2009)       | –                    | 1     |
| Turecko   | –                    | –                    | –              | 1 (2019)             | 1     |